# Radonica
Uzasadnienie:  artykuły omawiają to samo święto 
Radonica – najstarsze święto Słowian, obecnie powielkanocne modlitwy nad grobami za zmarłych, odpowiednik chrześcijańskiego Święta Zmarłych, które obchodzą wyznawcy prawosławia. Według opisów Jana Złotoustego (Jana Chryzostoma) święto Radonica było znane od pradawnych czasów. Nazwa pochodzi od słów „ród” i „radość”. 
Dzień obchodów
Zgodnie z kalendarzem juliańskim jest to dziewiąty dzień (zawsze 2.wtorek) po obchodach Świąt Wielkanocy, dzień szczególnej pamięci o zmarłych. Tego dnia wierni odwiedzają groby swoich bliskich i modlą się o ich zbawienie. 
Zwyczaje
Przyjęte jest odwiedzanie cmentarzy i wspominanie zmarłych krewnych. Na cmentarze powinno się przynieść ze sobą malowane jajka i inne wielkanocne potrawy. Tam też odprawia się zaduszkowy posiłek, a część przygotowanych potraw oddaje się ubogim w zamian za modlitwę w intencji duszy zmarłego. Takie żywe obcowanie ze zmarłymi podtrzymuje wiarę na to, że zmarli wciąż są w sercach żywych i po śmierci nie przestają być członkami Cerkwi Boga.